# أيقظ قدراتك واصنع مستقبلك (كتاب)
أيقظ قدراتك واصنع مستقبلك هو كتاب من تأليف الدكتور إبراهيم الفقي.

## نبذة مختصرة حول الكتاب
يؤكد فيها أن عندما ندرك قدرات الإنسان الغير محدودة، وندرك اننا لو ستخدمنا تلك القدرات، كما يجب فإننا لا نستطيع أن نحقق الأهداف الحياتية، وتكون الحياة مليئة بالسعادة.
يضم الجزء الأول من الكتاب أن هناك ما يسمى بالفرامل، وهي عبارة عن العراقيل والعقبات، والتي منها فرامل المؤثرات الخارجية، والفرامل الخصة بالصورة الذاتية، وفرامل التقدير الذاتي وفرامل عدم الرضا، وفرامل البرمجة السابقة وفرامل الأعذار، وكل تلك الفرامل تساهم في عدم التقدم والنجاح، وعلى الإنسان أن يقوم على إدراك نقاط القوة والتقبل للنفس، ومن ثم أخذ القرار للعمل بها واختيار الأسلوب المناسب، وبالنهاية عليه أن يتحمل المسؤولية لهذه القرارات، والمبادرة وتحمل المسؤولية سمات أساسية من سمات الناجحين بشكل عام.
الجزء الثاني صناعة المستقبل
بعد ترك الأعذار وأخذ القرارات الصحيحة، والمضي في التنفيذ يحتاج غلى العزيمة، والرؤية والرسالة والأهداف الحقيقية التي تحتاج لعزيمة، والتحفيز الداخلي والذاتي والمبادرة الذاتية المعنية بالالتزام، والإصرار والانضباط لتحقيق الأهداف، ويعد الكتاب هو ثاني كتاب ألفه الدكتور إبراهيم الفقي، ويتمتع الدكتور بالطريقة السردية المميزة في العرض، ما يجعل الإنسان يباشر القراءة  للنهاية بالاستمتاع في القراءة، واقناعه بالقدرات الذاتية، وجعل افتتاحية الكتاب بالآية الكريمة من الكتاب الحكيم (وقل اعملوا فسيرى الله عملكم ورسوله والمؤمنون) صدق رب العزة، فيما قال في سورة التوبة.

## انظر ايضآ
- إبراهيم الفقي